# Districtul Gueltet Sidi Saâd
Gueltat Sidi Saad este un district din provincia Laghouat, Algeria.